# Trichonta simplex
Trichonta simplex är en tvåvingeart som beskrevs av Johannes Winnertz 1863. Trichonta simplex ingår i släktet Trichonta och familjen svampmyggor. Inga underarter finns listade i Catalogue of Life.